# 哥白尼科學中心站
哥白尼科學中心站是华沙地铁2號線的车站。
该站於2015年3月8日正式開放使用，是2號线首段通車綫路的一部分（達申斯基迴旋處站—維爾紐斯站）。車站由波兰建筑师安傑伊·霍烏曾斯基设计，並油Metroprojekt公司建造。壁畫則由波兰海报学院艺术家沃伊切赫·范戈爾创作。
该站位于河濱柯斯丘什科街附近，東面瀕臨维斯瓦河西北方坐落著哥白尼科學中心以及維斯瓦畔電廠改建而成的购物中心。

## 相片冊

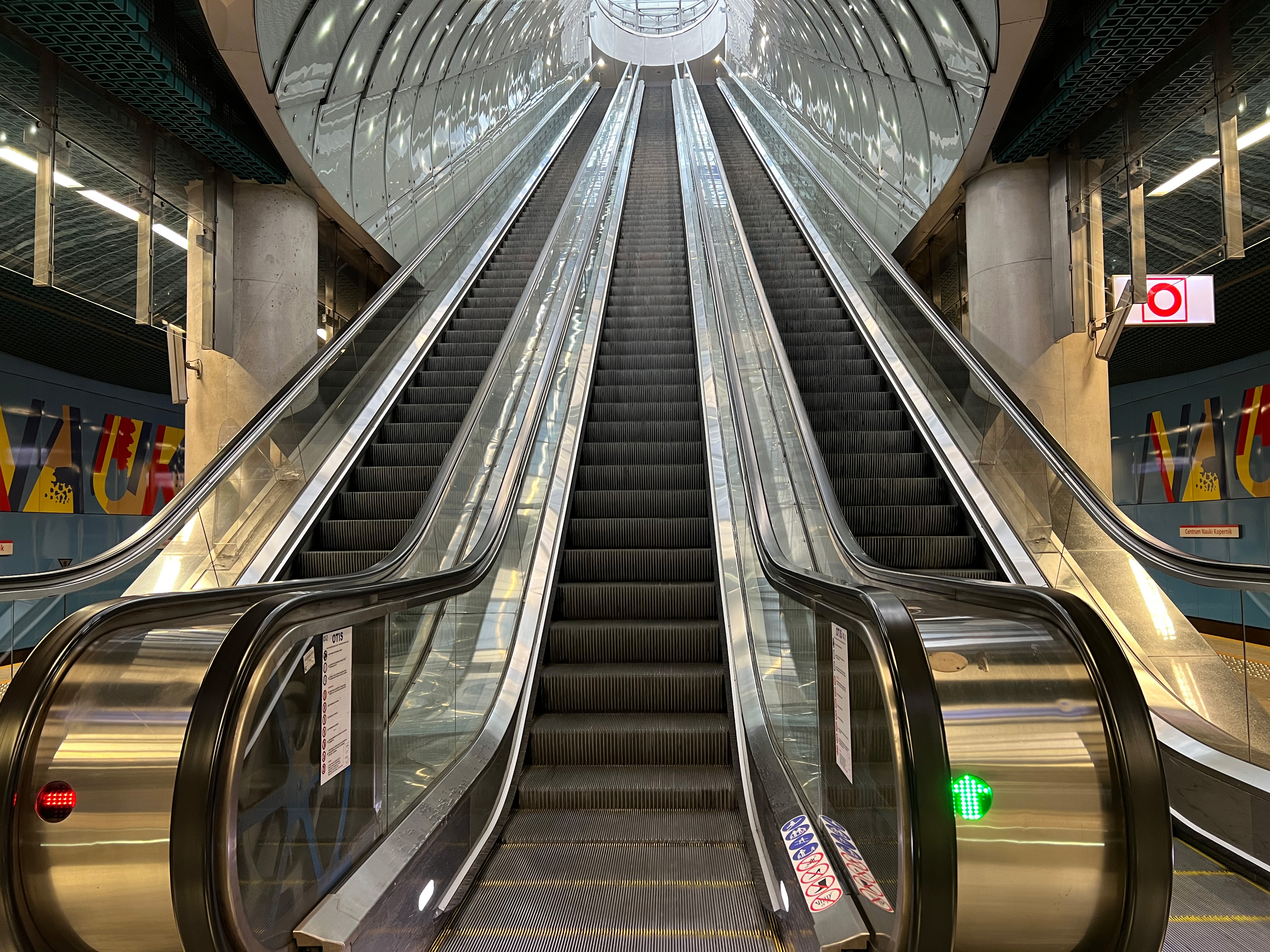
通往月臺總長40米的扶手電梯，為波蘭最長
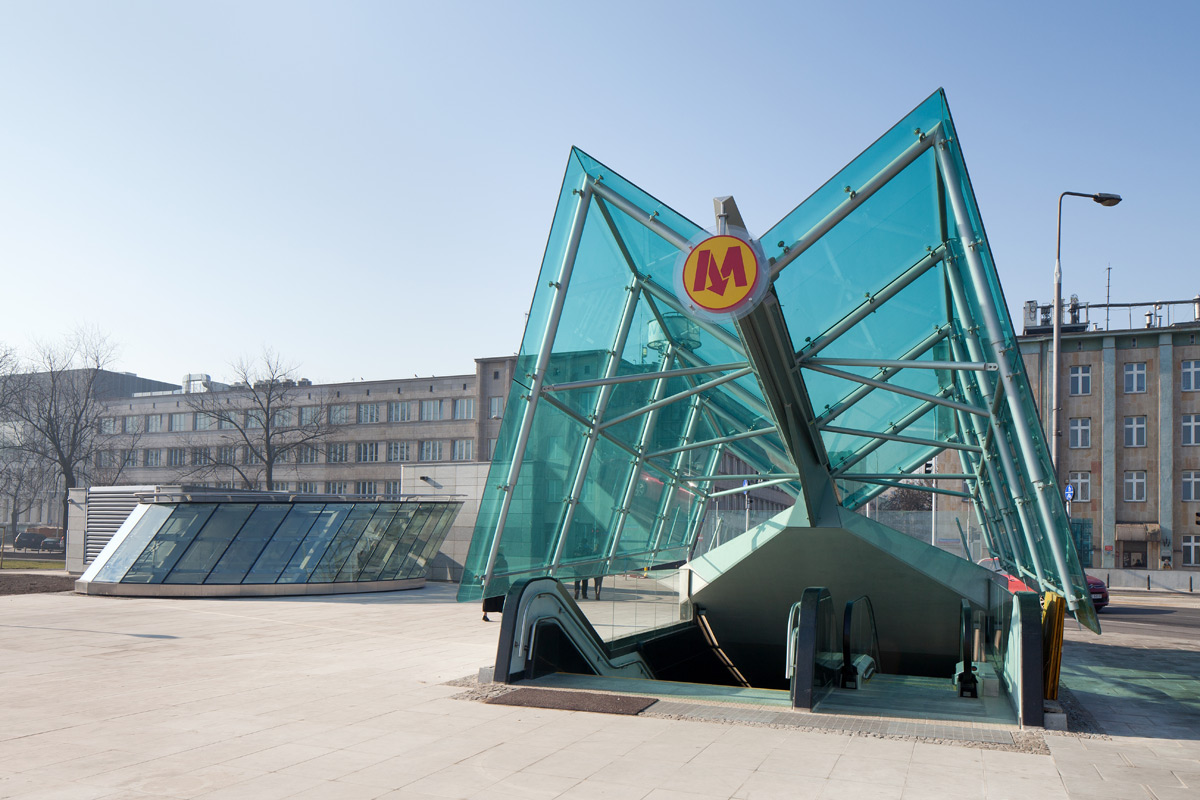
车站入口
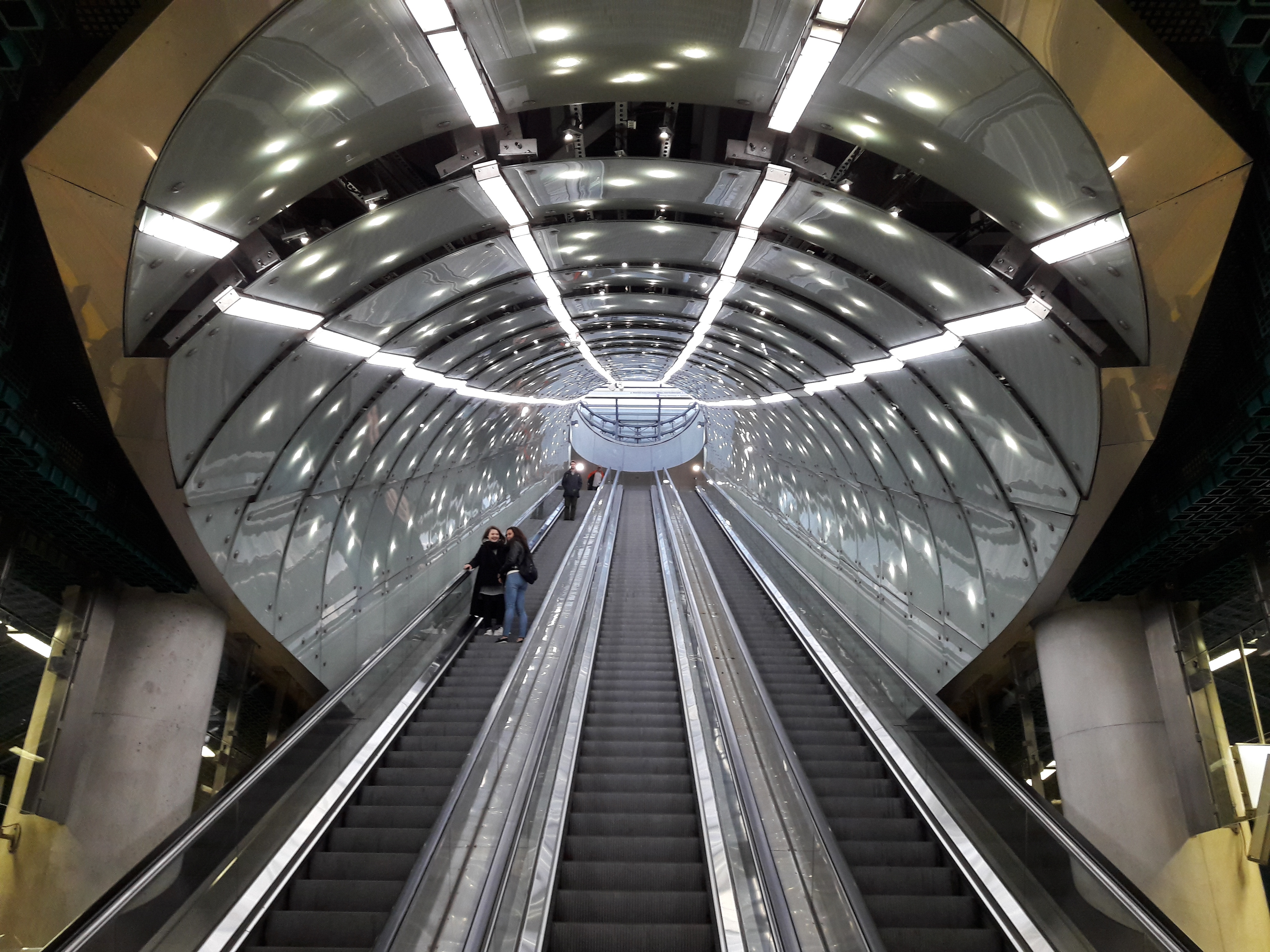
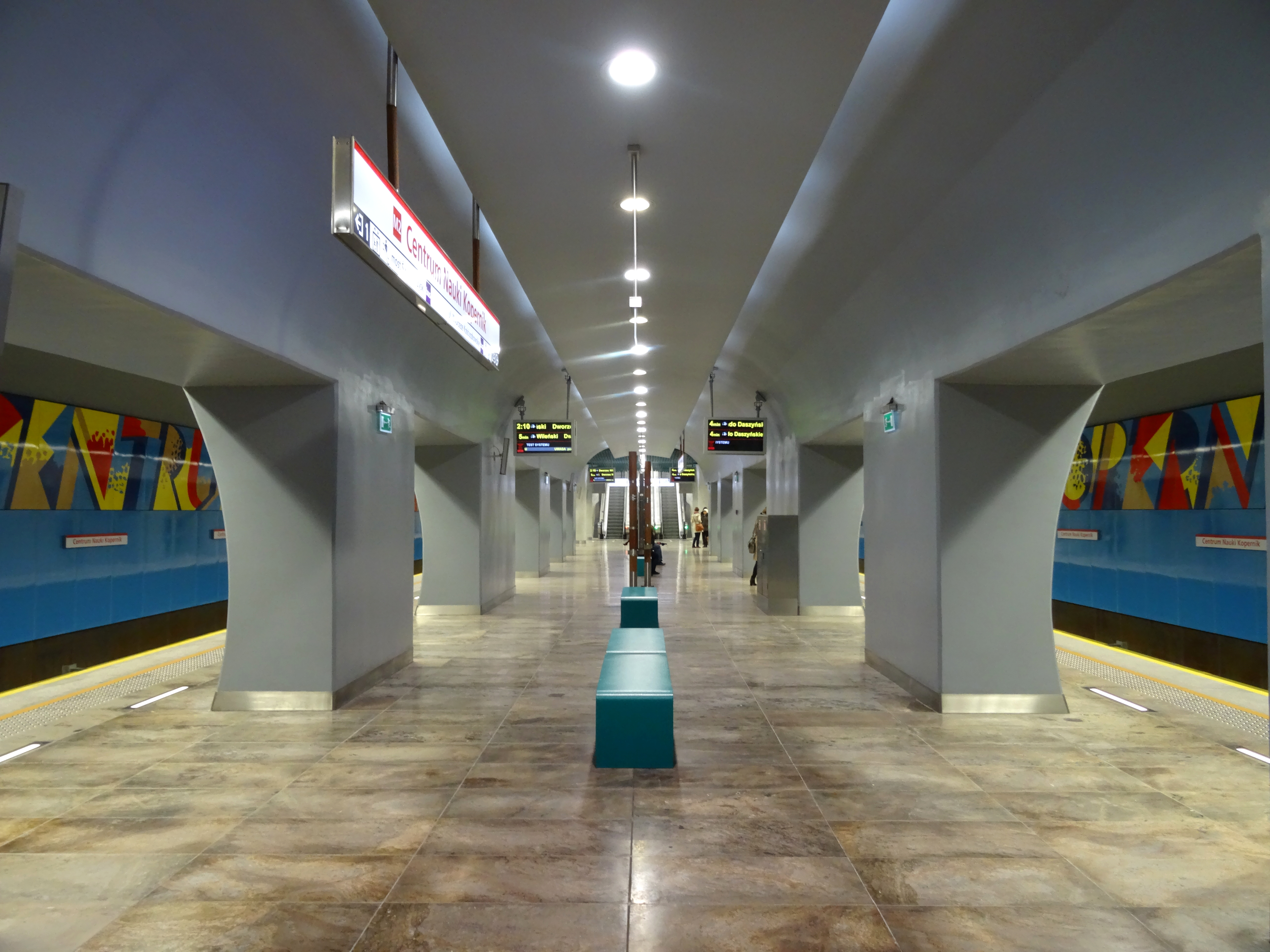
月臺
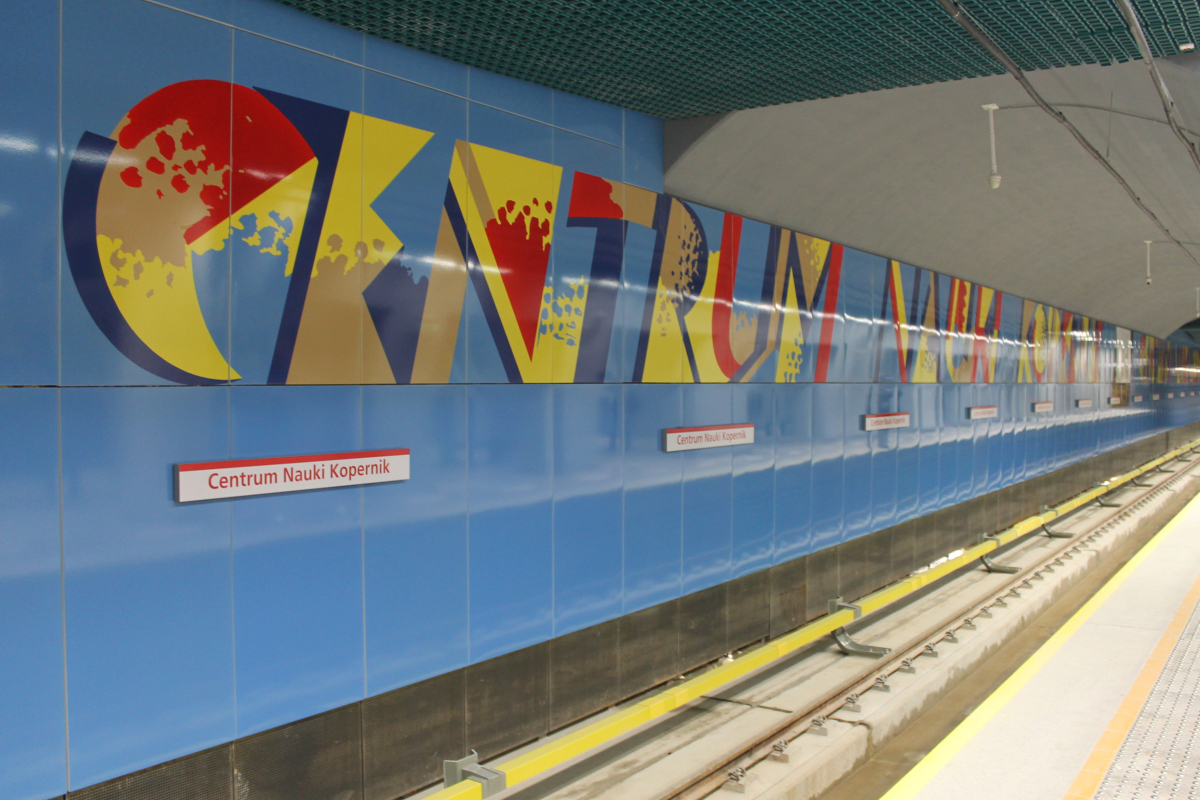
月臺上由范戈爾设计的壁画
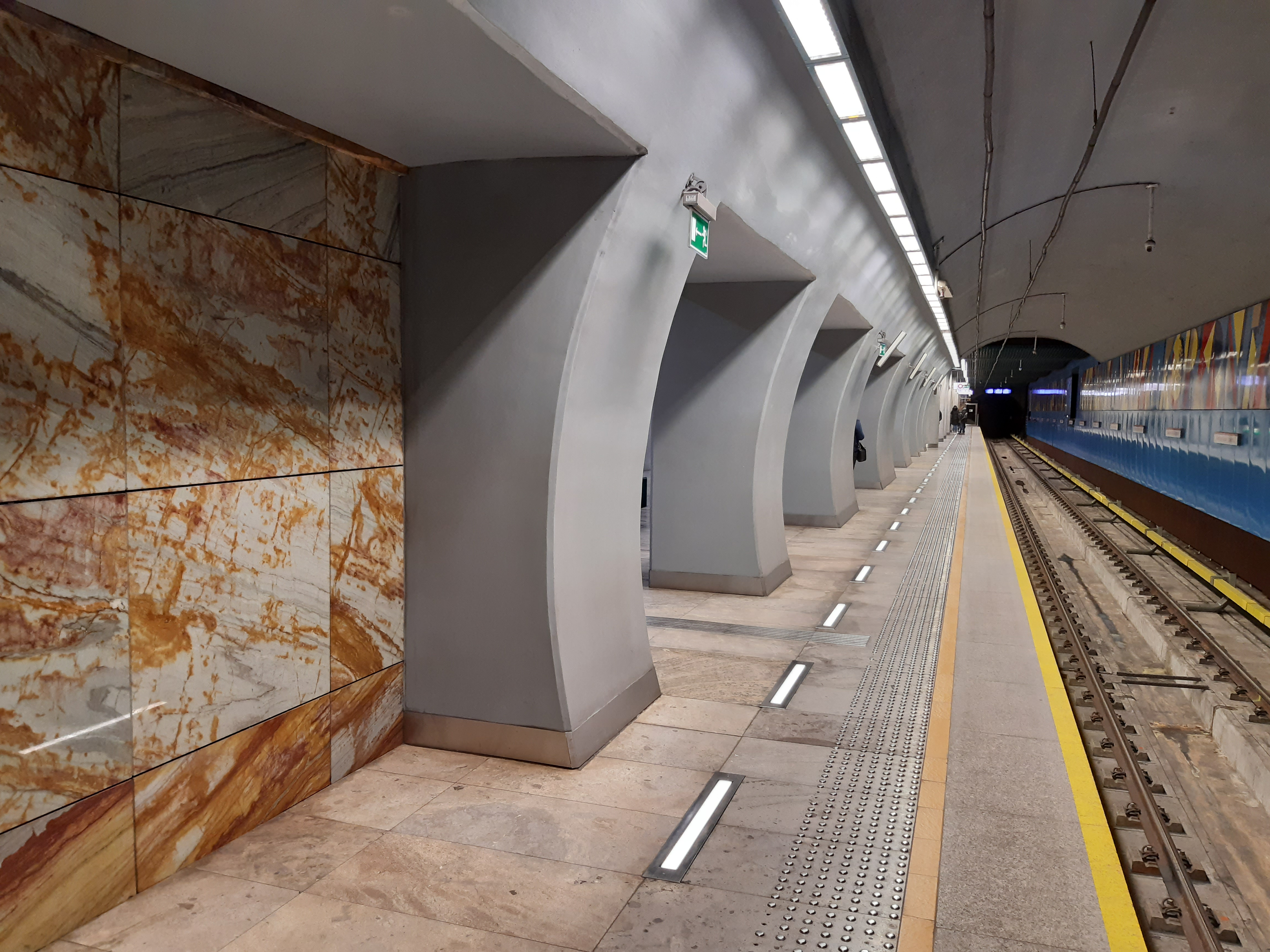

## 外部鏈接
- 维基共享资源上的相關多媒體資源：哥白尼科學中心站
- ZTM Municipal Transport Authority website （页面存档备份，存于） - Warsaw Metro page